# A jég foglyai (Csillagkapu)

## Ismertető
| Figyelem: Itt a Csillagkapu 1. évadjának cselekményét vagy a végkifejletet is olvashatod. |

A Csillagkapu Parancsnokságon nem tervezett aktiválás történik, megérkezik a CSK-1 kódja, majd Daniel Jackson és Teal’c repül át a Csillagkapun. Ezután a kapu túltöltődik és lekapcsol, anélkül, hogy Jack O’Neill ezredes és Samantha Carter százados is átért volna. Jackson öntudatlan, Teal'c értetlenül nézi, mi történt, a csapat együtt indult át a kapun.
Az eleinte eszméletlen O'Neill és Carter magukhoz térve egy jeges barlangban találják magukat. O'Neill lába eltört, Carter némi nehézség árán sínbe rakja. Mivel O'Neill alig tud mozogni, Carter körülnéz a barlangban, és fényt lát a barlang tetején lévő hasadékokon át, ami azt mutatja, nincsenek túl mélyen, bár a hasadékok túl keskenyek, hogy követhessék őket. Csekély készlet étellel és fűtőanyaggal a túlélésük ideje rövid. Emellett az elemlámpákhoz is kevés elemük van, és a barlang saját fénye pedig kevés a biztonságos mozgáshoz.
A CSKP-n Dr. Jackson és Teal'c elmondja, hogy egy csapat Jaffa tüzet nyitott a CSK-1-re, miközben a kapu felé tartottak, több energiafegyver is eltalálhatta a kaput, ami a túltöltődést okozta. Ez okozhatta azt is, hogy a féregjárat átugrott a legközelebbi Csillagkapura, ami Dr. Jackson szerint valahol a P4A-771 és a Föld között lehet. O'Neill és Carter valahol kint rekedtek. Több CSK csapat indul a keresésükre, sikertelenül. Hammond tábornok tájékoztatja Danielt, hogy kénytelen őket hivatalosan is eltűntnek nyilvánítani, és a kutatást befejezik.
Közben a jégbarlangban Carter megtalálja a tárcsázót a jégbe fagyva és elkezdik kiásni. O'Neill kezd rosszabbul lenni, kiderül, hogy egy bordája is eltört. Sikerül felszínre hozniuk a tárcsázót, de amikor Carter a Földet próbálja tárcsázni, a kapu nem aktiválódik.
A CSKP-n Jackson még nem adja fel, rájön, hogy az egyetlen lehetséges hely, ahol még nem keresték őket, maga a Föld. Ellenőrzik a CSK-1 visszatérésének pillanatában történt szeizmikus aktivitást, és kiderül, hogy az Antarktiszon valóban volt ilyen, ezek a rengések pedig arra utalnak, hogy a Földön egy második Csillagkapu is létezik. Azt a kaput nem lehet tárcsázni a CSKP-ről, mert a kapucímek túl hasonlóak egymáshoz, csak más világokon lévő kapukat lehet elérni. Emiatt a probléma miatt nem tudta Carter többszöri próbálkozásra sem a CSKP-n lévő kaput tárcsázni.
A barlangban O'Neill utasítja Cartert, hogy másszon ki a barlangból és próbáljon menedéket találni. Némi nehézség árán Carter kimászik, és csak jégtakarót lát, ameddig a szeme ellát. Visszatér O'Neill mellé, aludni próbálnak, majd mindketten eszméletlen állapotba kerülnek. Csak a Parancsnokság embereinek érkezésekor térnek magukhoz, majd biztonságban hazaszállítják őket. A második Csillagkaput ezután biztosították, a területet lezárták.

## Érdekességek
- Az antarktiszi kapu lett a későbbiekben az elsődleges Csillagkapu a CSKP-n, miután az eredeti az óceánba veszett. Később az oroszok megtalálták,[1] amiről a 3. évadban szerzett tudomást a CSKP, amikor egy víz alatti világ tárcsázásakor az oroszok bajba kerültek és a CSKP segítségét kérték.[2]
- Siler őrmestert ebben az epizódban láthatjuk először.
- Az epizód egy emlékezetes felvételét az 1-2. évad hivatalos ismertetőjében is megemlítik és a Sci-Fi Channelen is látható volt. Amikor O'Neill megkérdezi Cartert, hogy hogy halad a tárcsázó kiásásával, Carter elkezdi O'Neill-t szidni, hogy miért ennyire használhatatlan, pedig hét évet töltött MacGyverként. A MacGyver című sorozat főszereplője valóban Richard Dean Anderson volt. A poént Amanda Tapping találta ki a rendező egyetértésével, sikerült is Andersont több percre zavarbahozniuk.

## Baki
- Amikor a túltöltődés után megjavították a kaput, a CSKP újratárcsázza a P4A-771-et, hogy megkeressék Samet és Jacket, azonban a tárcsázó számítógépen feltűnő jelek az Abydos jelei, melyet legelőször a Csillagkapu filmben keresett fel a CSK-1 (ékzárak: Bika, Kígyó feje, Bak, Egyszarvú, Nyilas, Orion), és nem a P4A-771 bolygóé.[3]

## Külső hivatkozás
- Stargate Wiki